# Quengelware

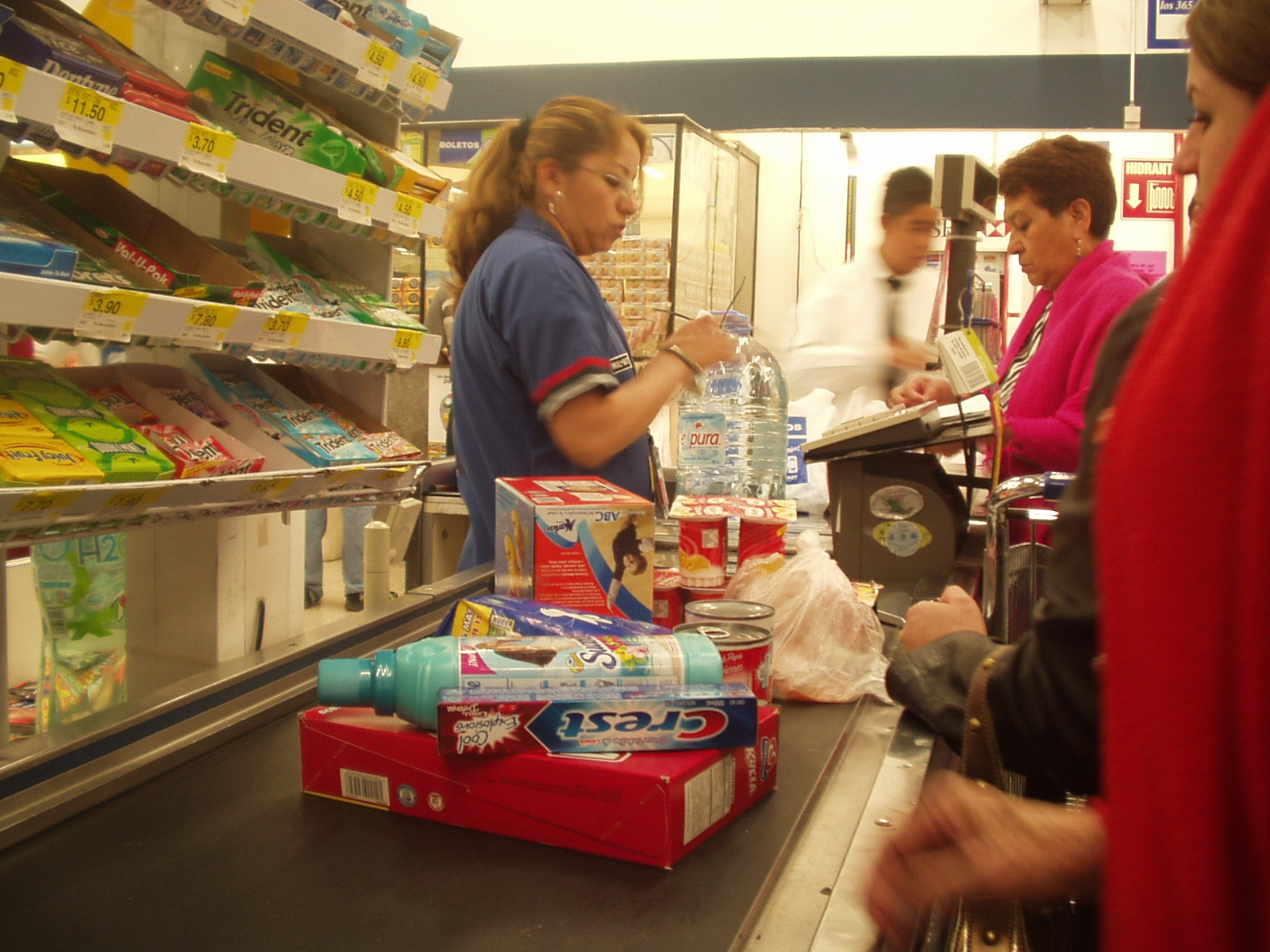
Kassenbereich eines Supermarkts

Als Quengelware bezeichnet man Artikel, die im Einzelhandel im Kassenbereich ausgelegt sind und dadurch vor allem aufgrund des Quengelns von Kindern während des Anstehens an der Kasse gekauft werden, jedoch auch in der Schlange stehende Erwachsene zu einem Kauf bewegen können. Es handelt sich um eine Sonderform von Impulsware, unter die auch Alkohol und Tabak fallen.
Den Einfluss der Kinder auf die Kaufentscheidungen von Eltern durch Quengeln bezeichnet man im Marketing auch als Pester Power.
Häufig sind Quengelwaren sogar auf Kinderaugenhöhe angebracht, um kleinere Kinder ganz besonders anzusprechen.
Die Kassenzone mit der Quengelware wird auch als Quengelgasse bezeichnet.

## Kritik
Typische Quengelwaren sind Süßigkeiten, zum Beispiel Kaugummis, Schokoriegel, Bonbons oder Überraschungseier. Die Quengelware steht besonders wegen der zunehmenden Anzahl an übergewichtigen Kindern in der Kritik.
Einzelne Supermärkte haben einzelne ausgewiesene „süßwarenfreie Kassen“ eingeführt, um Eltern mit quengelnden Kindern beim Einkauf entgegenzukommen. Als Ersatz für diese Quengelware finden sich nun oftmals Nüsse im Kassenbereich.
In manchen Ländern gibt es Verbote für ungesunde Lebensmittel und Getränke im Kassenbereich.